# الترميز ثنائي المداخل رباعي الحالات
الترميز ثنائي المداخل رباعي الحالات (بالإنجليزية: Two-binary, one-quaternary)‏  اختصارا 2B1Q، هو تشفير للطبقة المادية (physical layer ) المستخدمة للخوادم المدمجة في الشبكة الرقمية (Integrated Services Digital Network) بتطبيقات معدل واجهة أساسي (Basic Rate Interface). تستخدم 2B1Q أربع مستويات إشارة، وهي −450 mV، −150 mV، 150 mV و450 mV، كل 1Qيعادل 2 بت (2b). وهناك تقنية ترميز حاسوبية، تستخدم معدل واجهة أساسي لخوادم المدمجة في الشبكة الرقمية، وهي 4B3T.
لتقليل من حدوث الأخطاء، يتم تعين أزواج من البت (dibits) إلى مستويات الجهد وفقاً شفرة غراي، كما يلي:
| الزوج | مستوى الإشارة |
| ----- | ------------- |
| 10    | +450 mV       |
| 11    | +150 mV       |
| 01    | −150 mV       |
| 00    | −450 mV       |

إذا تم قياس الجهد على أنه مستوى مجاور، وهذا يسبب خطا بمقدار 1-بت في فك تشفير البيانات. كما يستخدم 2B1Q في بعض متغيرات HDSL. كود 2B1Q ليس متوازي DC (DC-balanced.).